# شاه ولي الرحمن
شاه ولي الرحمن بن إبرٰهيم علي بن عبدالرحمن الباتيائلي (بالبنغالية: শাহ ওলিউর রহমান) (1916 - 20 يانير 2006) كان عالم إسلامي بنغالي ، كاتب، سياسي وناشطة في مجال تعليم الإناث.

## النشأة والتعليم
ولد شاه ولي الرحمن عام 1916 لعائلة بنغالية مسلمة في قرية باتيائل في كانائي غاط، منطقة سلهت . أبوه شاه إبراهيم علي المعروف بتشنة، شاعر وعالم إسلامي، وأمه آسية خاتون. جده مولانا المفتي شاه عبدالرحمن القادري ينحدر من الشاه تقي الدين، مبشر صوفي من القرن الرابع عشر وصحابي الشاه جلال المجرد كنيائي.
بدأ تعليمه في مدرسة عمرغنج الابتدائية، ثم في مدرسة إمداد العلوم عمرغنج التي أنشأها والده الشاه إبراهيم علي تشنة. في عام 1937، أكمل شهادة الفاضل من جامع العلوم غاسباري. في العام التالي، هاجر إلى ولاية رامبور بالهند حيث التحق بمدرسة العالية برامفور ، وأكمل دراسات الحديث على يد مولانا عبد الخليل الرامفوري وتفسير القرآن على يد أحمد علي اللاهوري.

## حياة مهنية
منذ عام 1956، كرس الشاه ولي الرحمن حياته للتدريس وقضى بقية حياته كمدير لمدرسة إمداد العلوم عمرغنج. لقد لعب دورًا مهمًا في تعزيز أسس تعليم الكتب. في عام 1968، أسس وأدار معسكرًا تدريبيًا لمجلس نادية القرآن. الأول من نوعه في منطقة سلهت. كما قام بتنظيم اجتماع نسائي أسبوعي (المؤتمر الإسلامي) في نفس العام. أسس مدرسة البنات ، إحدى أولى المدارس النسائية في سلهت، في عام 1981. قدمت التعليم للنساء فيما يتعلق بالتجويد والدراسات الإسلامية الإضافية والأدب البنغالي والرياضيات والإملاء والأخلاق والحرف اليدوية . في عام 1972، بدأ أول جلسة نسائية (تجمع إسلامي) في بنغلاديش . كتب أولي الرحمن عدة كتب بنغالي تتعلق بتعليم الإناث بما في ذلك إصلاح النسوان ، طهارة النسوان ، تعليم النسوان ، حق فرسار ، إصلاح ، هدايتر دعوتنامه ومسلم مهلا شكها.

### الحياة السياسية
قبل استقلال باكستان ، كان الشاه ولي الرحمن مرتبطًا برابطة مسلمي عموم الهند . بعد الاستقلال، انضم إلى حزب نظام الإسلام بدعوة من مرشده أطهر علي البنغالي . كما أسس منظمتين خاصتين به في عام 1979؛ أنجمن إصلاح المسلمين وإتحاد العلماء .

## الحياة الشخصية
الشاه ولي الرحمن أعطى البيعة لأول مرة لنثار علي ، ولكن بعد وفاته، تعهد بالولاء لأطهر علي <a href="./أطهر_علي_البنغالي" rel="mw:WikiLink" data-linkid="165" data-cx="{&amp;quot;adapted&amp;quot;:false,&amp;quot;sourceTitle&amp;quot;:{&amp;quot;title&amp;quot;:&amp;quot;Athar Ali Bengali&amp;quot;,&amp;quot;description&amp;quot;:&amp;quot;Bangladeshi Islamist politician&amp;quot;,&amp;quot;pageprops&amp;quot;:{&amp;quot;wikibase_item&amp;quot;:&amp;quot;Q31724277&amp;quot;},&amp;quot;pagelanguage&amp;quot;:&amp;quot;en&amp;quot;},&amp;quot;targetFrom&amp;quot;:&amp;quot;label&amp;quot;}" class="cx-link" id="mwVg" title="أطهر علي البنغالي">البنغالي</a>، وهو تلميذ وخليفة لأشرف علي التهانوي حتى وفاة الأخير في عام 1976. ثم تعهد بالولاء لمحمدالله الحافظجي.

## موت
توفي أوليو الشاه ولي الرحمن يوم الجمعة 20 يناير 2006 الساعة 10:30 مساءً.